# Pittinius omnisetosus
Pittinius omnisetosus är en skalbaggsart som beskrevs av Rakovic och Kral 1997. Pittinius omnisetosus ingår i släktet Pittinius och familjen Aphodiidae. Inga underarter finns listade i Catalogue of Life.